# Lo Hesse

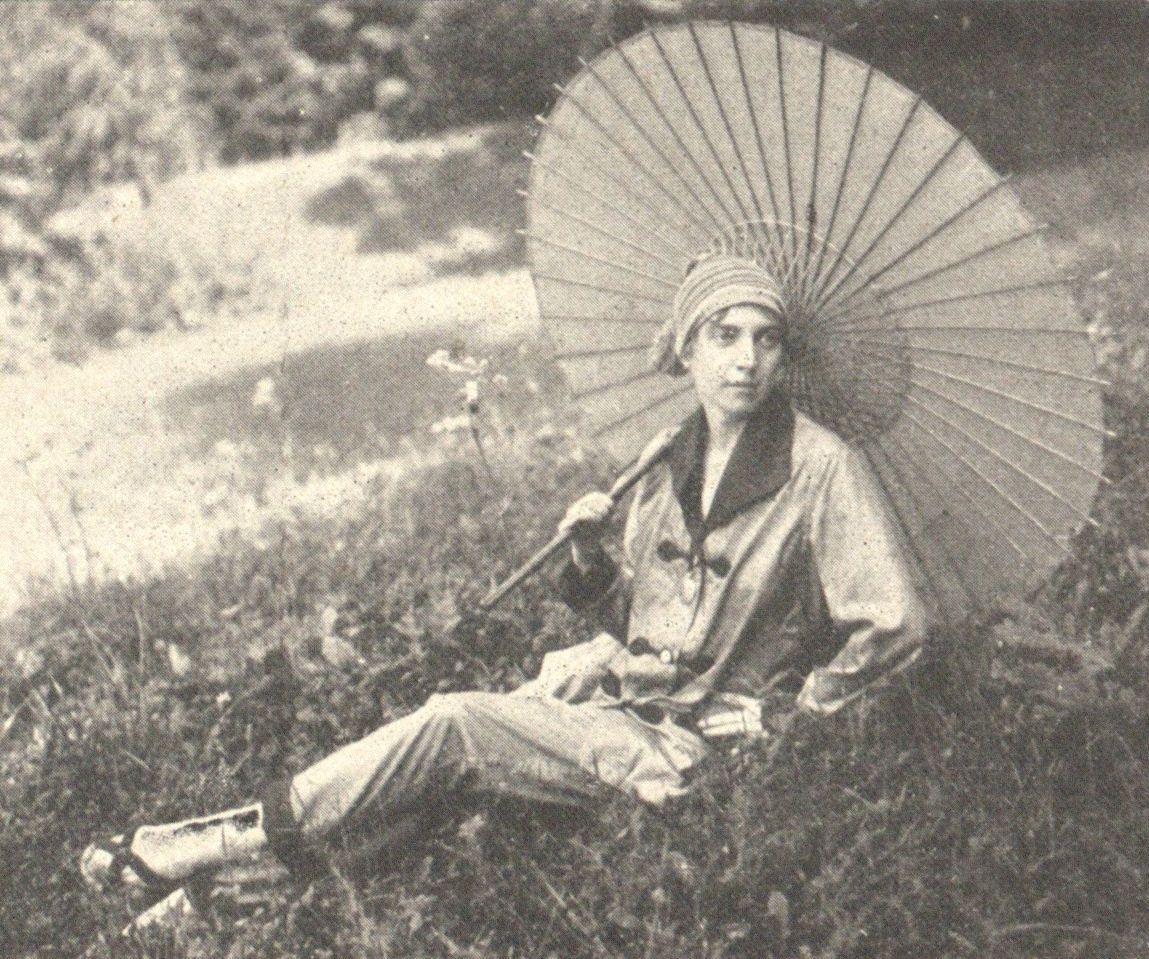
Foto aus 1918

Lo Hesse (* 6. August 1889; † 1983?) war eine deutsche Tänzerin.

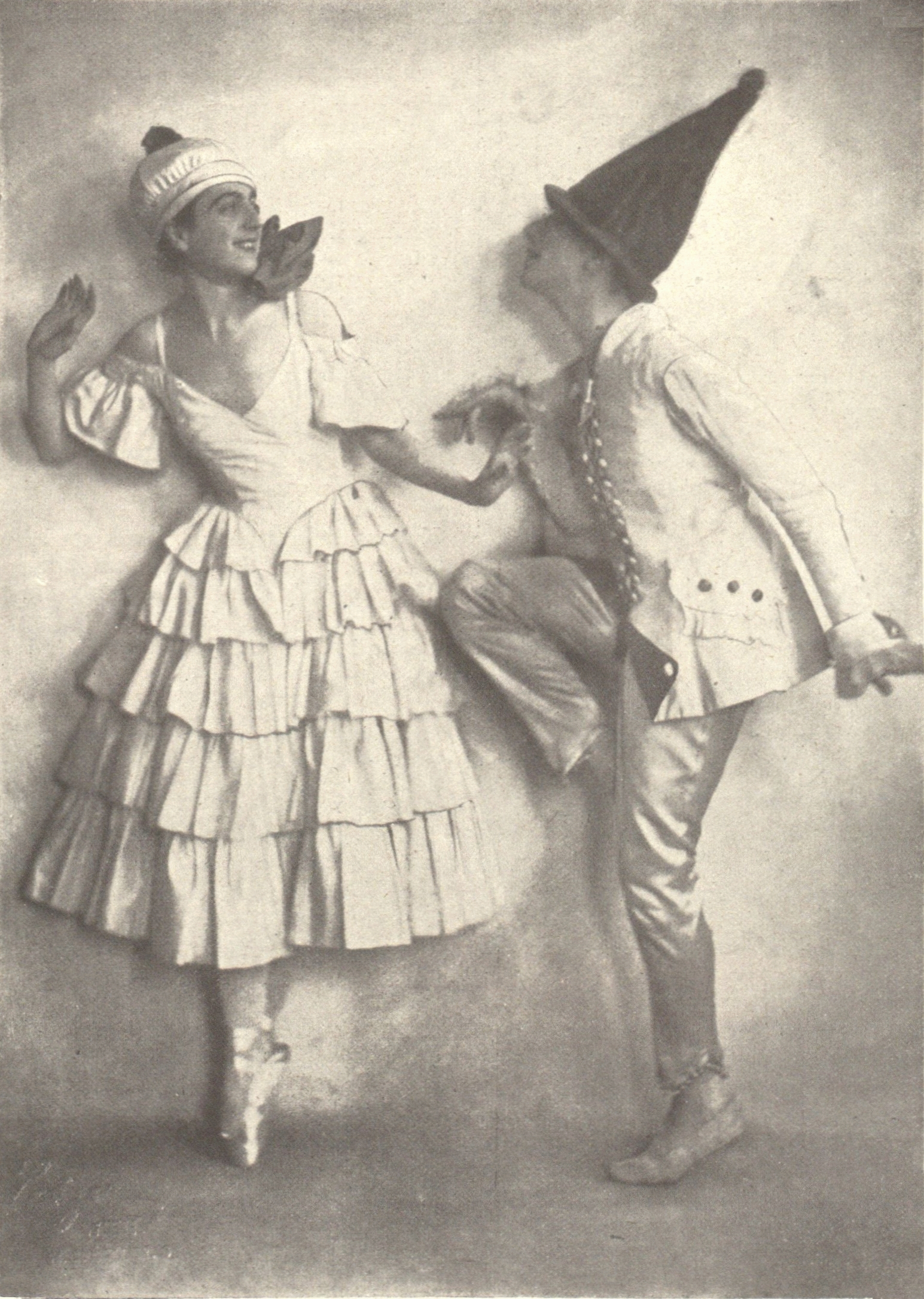
Lo Hesse und Joachim von Seewitz (Sport & Salon, 14. Februar 1918)

Sie war die Partnerin von Joachim von Seewitz und hatte ein Engagement an der Staatsoper Berlin. 1919 lehnte sie ein Engagement an der Wiener Staatsoper ab und ging auf Tournee nach Südamerika.
Ihr Nachlass befindet sich im Deutschen Tanzarchiv Köln.